# Хаумея (планета джудже)
Вижте пояснителната страница за други значения на Хаумея.
Хаумея (формално означение (136108) Хаумея, символ: ) е планета джудже в Пояса на Кайпер. Открита е през 2004 г., а на 17 септември 2008 г. е призната за планета джудже от Международния астрономически съюз и е наречена на хавайската богиня на раждането и плодородието Хаумея.

## Спътници
Тя има два спътника — Хияка и Намака, наречени на дъщерите на Хаумея. Те са се отчупили от Хаумея, след като небесно тяло се е блъснало в планетата. Масата ѝ е само една трета от тази на планетата джудже Плутон. Открита е от астронома Майкъл Браун от Калтек, обсерватория Паломар.

### Намака
Намака е по-малкият и по-близък спътник на Хаумея. Той носи името на една от дъщерите на богинята Хаумея. Намака е открит на 30 юни 2005 г. Преди да получи името Намака, носи временното название „Blitzen“.

### Хияка
Хияка е по-отдалеченият и по-голям спътник на Хаумея. Назован е на другата дъщеря на богинята Хаумея.
Това е първият открит спътник на планетата джудже.